# Saint-Laurent-en-Gâtines

Saint-Laurent-en-Gâtines este o comună în departamentul Indre-et-Loire, Franța. În 1 ianuarie 2022 avea o populație de 873 de locuitori.